# Billy Bragg
Billy Bragg (Barking, Essex, 20 de diciembre de 1957) es un cantautor inglés izquierdista, vinculado al movimiento obrero.

## Trayectoria
Formó parte del llamado anti-folk de los años 1980. Es un artista influido tanto por el punk-rock, como por los cantautores comprometidos, en especial por el izquierdista Woody Guthrie, del cual dice recoger la tradición de los trovadores europeos.
Junto al grupo Wilco, Corey Harris y Natalie Merchant, realiza dos discos homenaje a Woody Guthrie, con canciones de este, nunca editadas y otras que gustaban al artista y que tenía recopiladas, junto a notas y comentarios explicando la historia de alguna de ellas. 
En el 2008, durante la ceremonia de los premios NME, cantó junto a Kate Nash una mezcla entre la canción "Foundations" y "A New England".
En el 2010, tuvo varias presentaciones con el grupo de Anti-Flag tocando varias versiones de The Clash en la gira Harvest of Hope

## Discografía

### Álbumes de estudio
- I Wanna Be A Cosmonaut (1978, Chiswick Records; grupo Riff Raff)
- Life's a riot with spy vs spy (1983)
- Brewing Up With Billy Bragg (1984)
- Talking With The Taxman About Poetry (1986)
- Back to basics (1987)
- Workers Playtime (1988)
- The Internationale (1990)
- Don´t Try This At Home (1991)
- William bloke (1996)
- Mermaid Avenue (1998)
- Mermaid Avenue vol 2 (2000)
- England, Half English (2002)
- Mr. Love & Justice (2008)
- Tooth & Nail (2013)

### Recopilaciones
- Victim of geography (fusión de Taxman y Workers, 1993)
- Reaching to the converted (grabaciones no incluidas en álbumes, 1999)
- Riff Raff, the singles 1977-1980
- Must I paint you a picture
- Billy Bragg Volume 1 (2006). Box set Contenido: cuatro de sus primeros discos originales reeditados más CD con material extra y en directo, dos DVD (un documental de la BBC y varios conciertos de los años 1980). El material extra incluye canciones como el himno alternativo americano «This Land Is Your land», compuesto por Woody Guthrie o Joe Hill tema de Joan Báez, sobre la figura de otro gran trovador libertario, el sueco Joe Hill fusilado por su lucha sindicalista.
- Billy Bragg Volume 2 (2007). Box set con el resto de material, editado.

### Colectivos
- 19. Festival des politischen Liedes (1989)